# 12262 Нісіо
12262 Нісіо (12262 Nishio) — астероїд головного поясу, відкритий 21 жовтня 1989 року.
Тіссеранів параметр щодо Юпітера — 3,314.
Названо на честь Нісіо (яп. にしお(西尾) нісіо)